# Empusa
|  | Aquest article tracta sobre un personatge de mitologia grega. Si cerqueu un insecte mantodeu de la família dels empúsids, vegeu «Empusa pennata». |

Empusa (en grec antic: Ἔμπουσα), era, segons la mitologia grega, un espectre del seguici de la deessa Hècate. Segons algunes versions, era la seva pròpia filla.
Pertanyia al món infernal i omplia la nit de terror. Segons Suïdas i Crates de Mal·los, era un 'fantasma demoníac' amb la capacitat de canviar de forma. Aristòfanes diu que canvia d'aparença des de la forma de diverses bèsties a la d'una dona. Li agradava passejar per paratges deserts, sobretot quan hi havia lluna plena. Tenia la capacitat de presentar-se sota qualsevol forma i s'apareixia sobretot a les dones i a les criatures. La tradició diu que tenia un peu de bronze. S'alimentava de carn humana i sovint es presentava com una dona de gran bellesa per seduir els homes i menjar-se'ls o mossegar-los per beure'n la sang. Quan un viatger s'enfrontava al monstre amb paraules insultants, acostumava a fugir i emetia un so agut.
Igual que les sirenes, les làmies i altres criatures que barregen la monstruositat amb la bellesa, és un símbol de la temptació femenina i els perills que suposa.
Murnau, a la seva pel·lícula Nosferatu, fa un gest de complicitat als coneixedors del mite, ja que la nau que porta el comte Orlok a Alemanya es diu Empusa.